# Alma Fuerte (telenovela colombiana)
AlmaFuerte fue una telenovela colombiana producida por Jorge Barón Televisión en 1987 se transmitía de lunes a viernes a las 11:30 a. m. por Cadena 2 de Inravisión, basada en la novela La Panadera de Xavier de Montepin.

## Sinopsis
Es la historia de una presidiaria, acusada de un crimen que no cometió, quien al recobrar su libertad buscara la felicidad al reencontrarse con los suyos luchando por la verdad, conseguirá que se haga justicia, así como su verdad sea escuchada y se refleje en el amor de sus hijos que perdido, aunque eso no será nada fácil.

## Elenco
- María Eugenia Dávila
- Raúl Izaguirre
- Diego Álvarez
- José Luis Paniagua
- Martha Liliana Ruiz
- Ana Cristina Botero
- Gabriel González
- Samara de Córdova
- Margoth Velásquez
- Mariela Home
- Karina Laverde
- Omar Sánchez
- Sofía Morales
- Martha Suárez
- Zoraida Duque
- Pierangeli Llinás
- Leticia Palacio
- Nacho Hijuelos
- Alfredo González
- José Saldarriaga
- Luis Arturo Ruiz